# 世界自転車デー

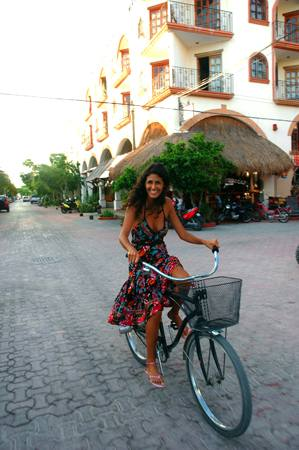

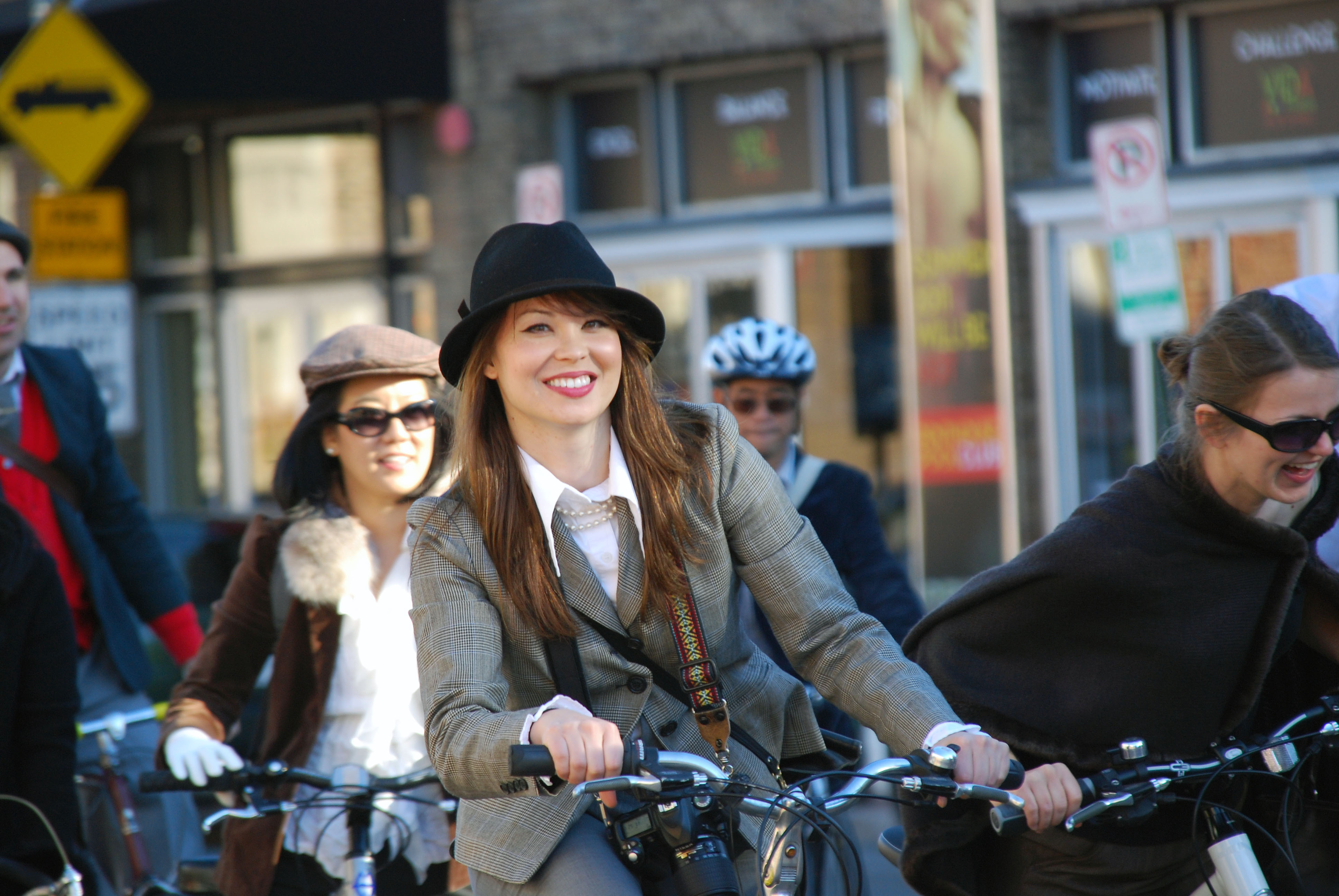

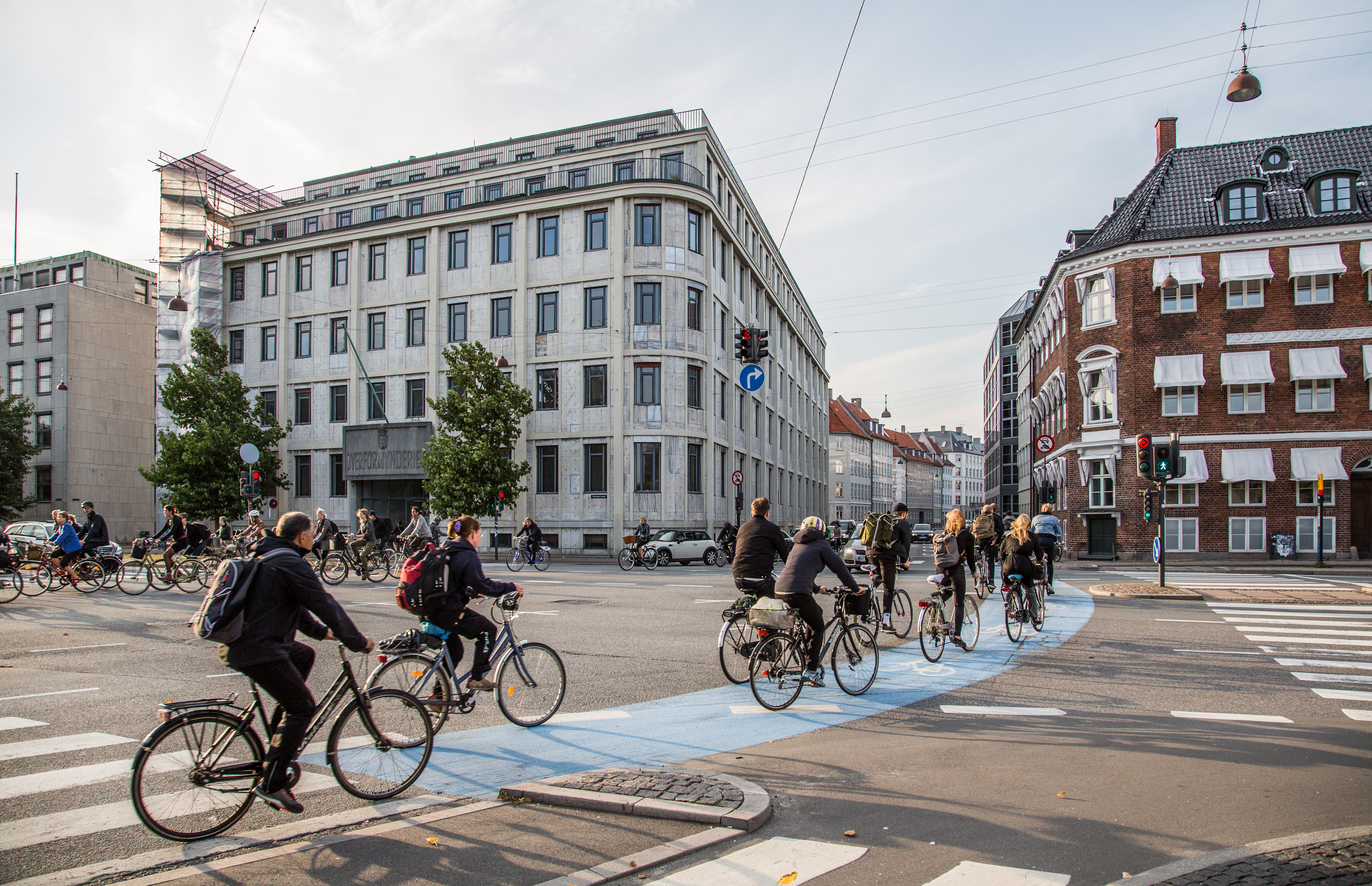

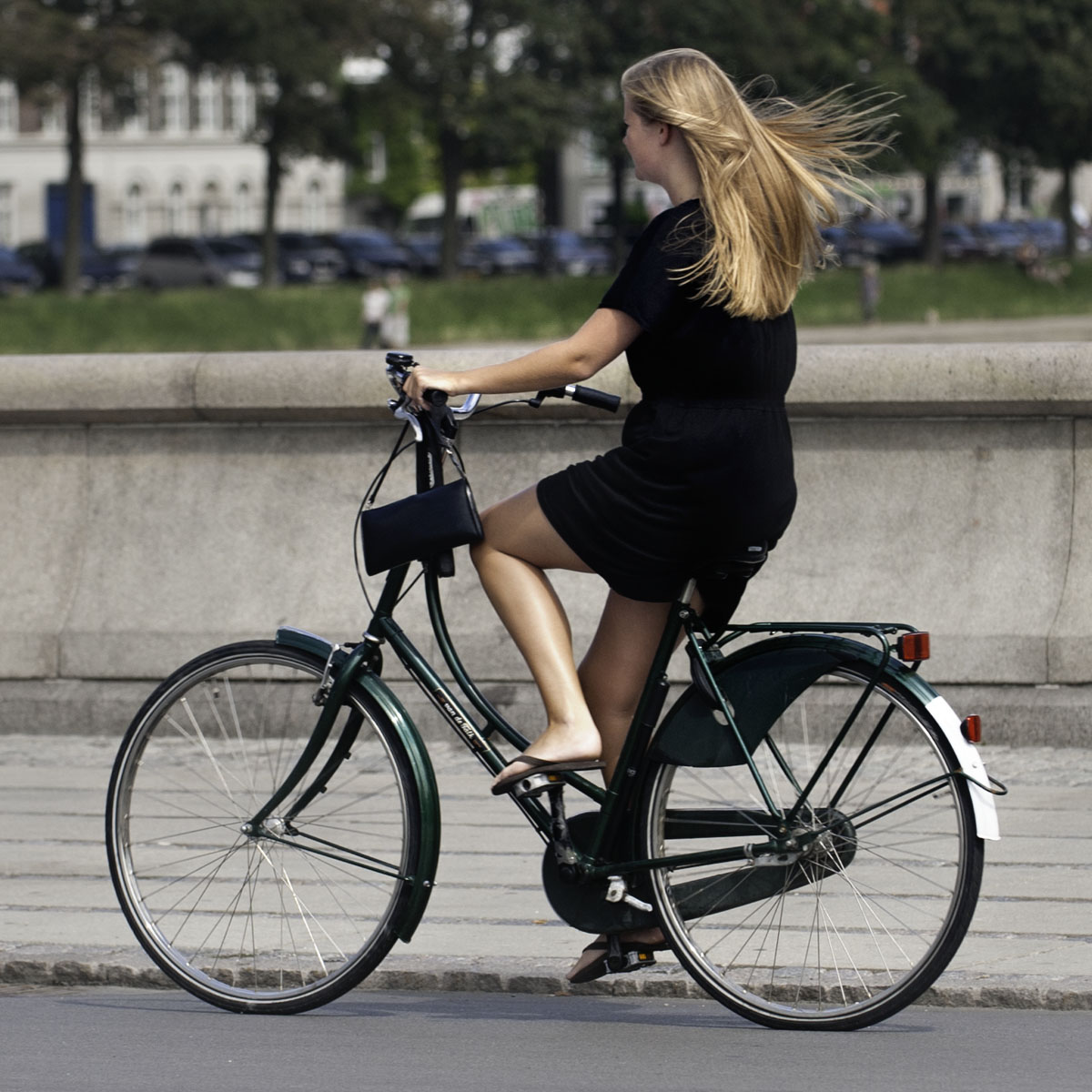
コペンハーゲンで自転車に乗る女性

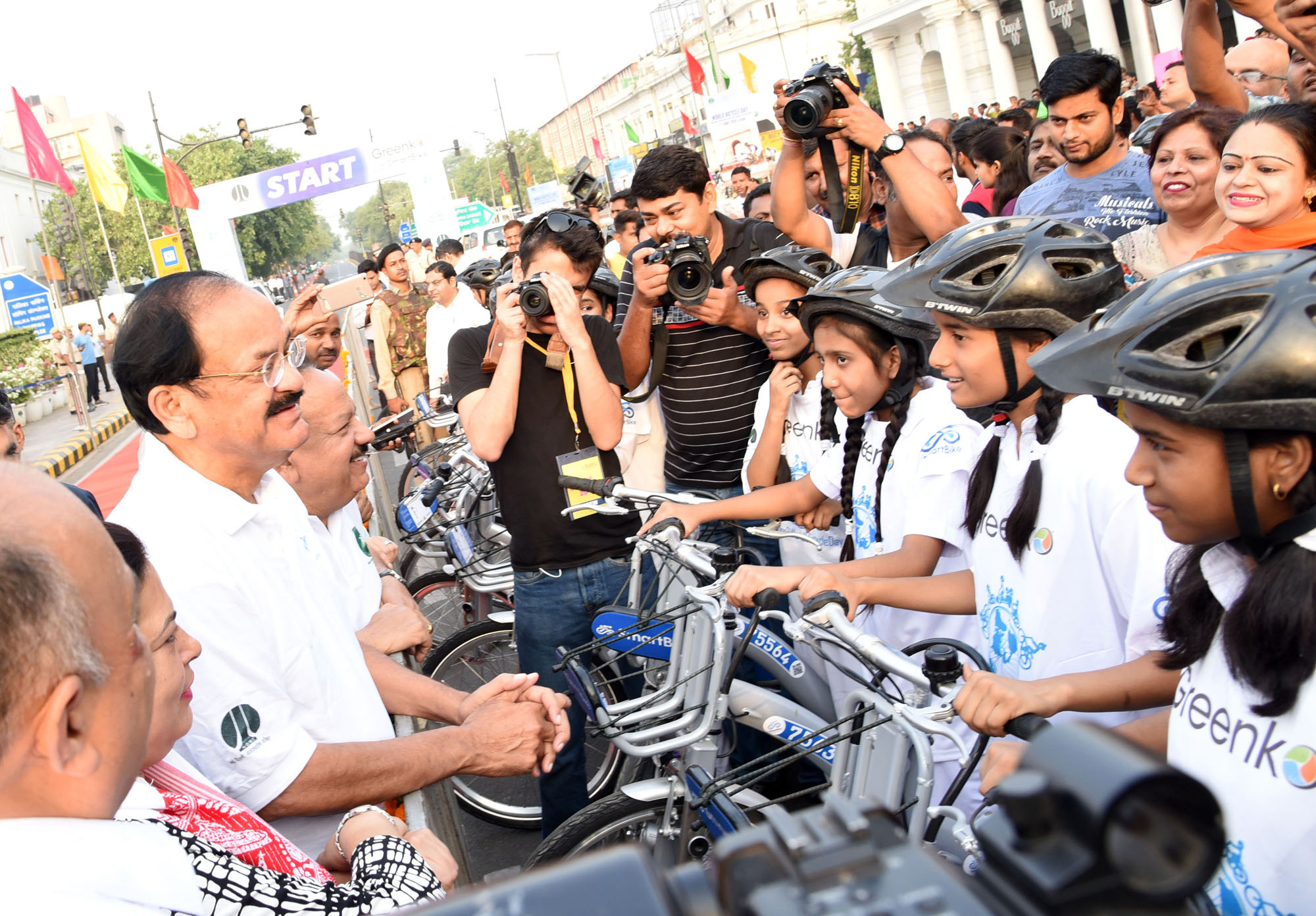
2018年世界自転車デーの自転車ラリー（ニューデリー）

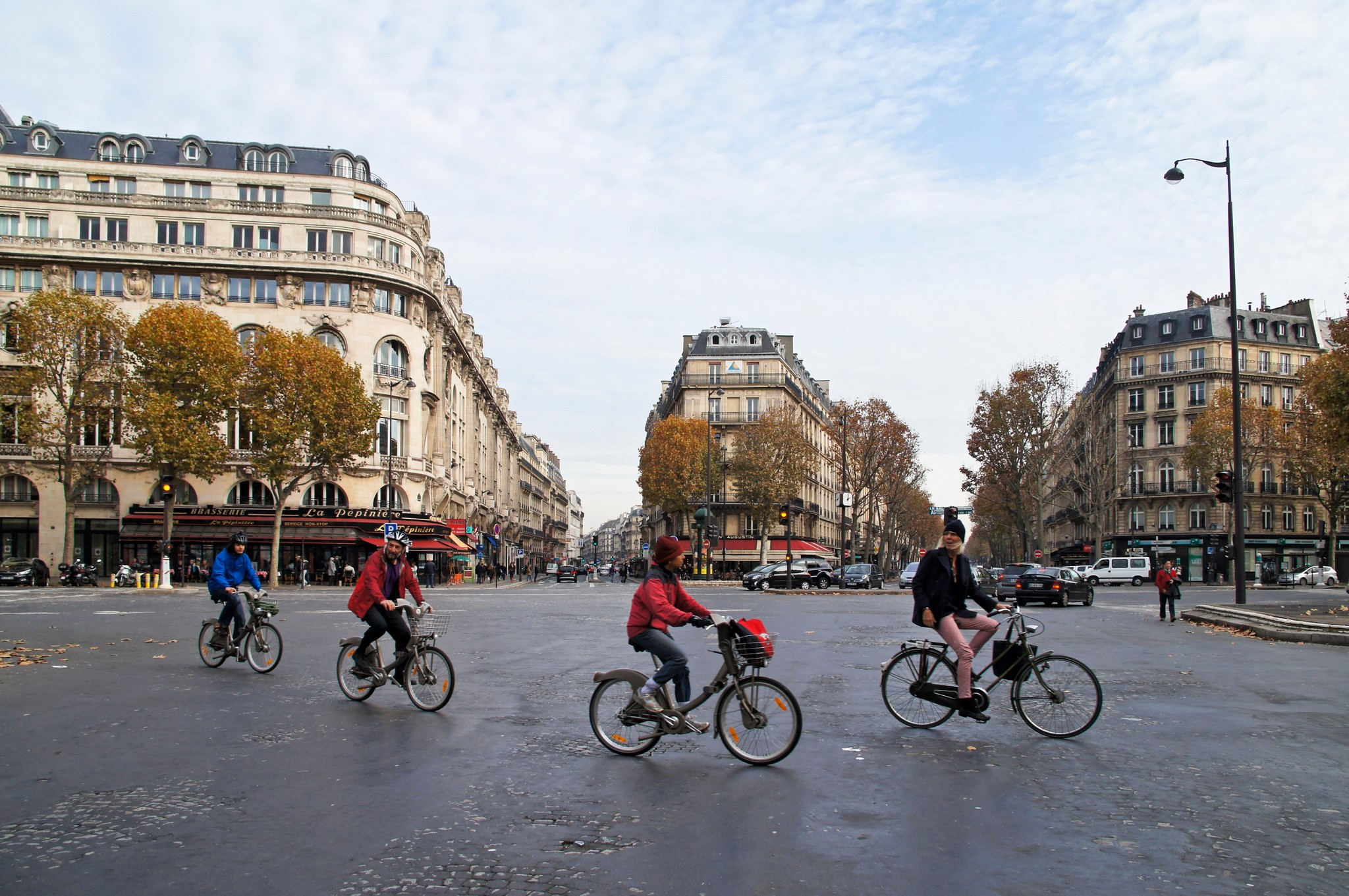
パリの自転車利用者

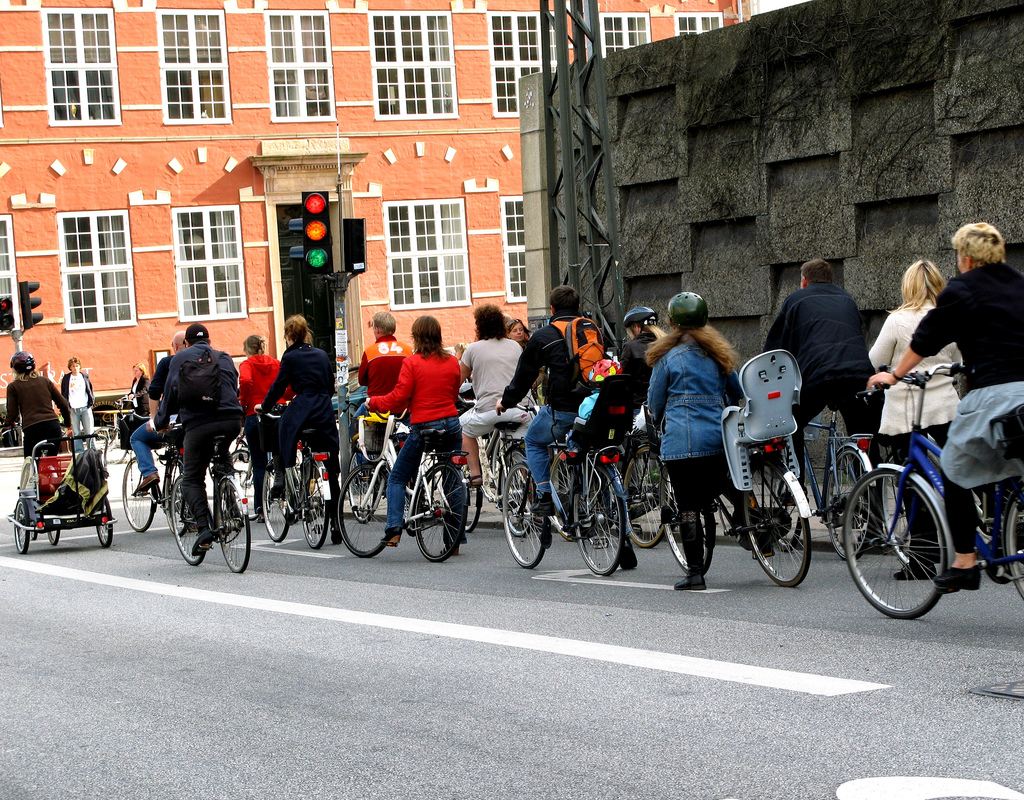
コペンハーゲンの自転車利用者

世界自転車デー（せかいじてんしゃデー、英語: World Bicycle Day, 中国語: 世界自行车日，フランス語: Journée mondiale de la bicyclette, ロシア語: Всемирный день велосипеда, スペイン語: Día Mundial de la Bicicleta, アラビア語: اليوم العالمي للدراجة الهوائية）は、2018年4月12日に国連総会決議72/272によって制定された国際デーで、6月3日。決議は「2世紀にわたって使用されてきた自転車の掛け替えのなさ、息の長さ、汎用性の高さといった特性」を認め、自転車は「シンプルで手頃であり、信頼性が高く、クリーンで環境にやさしい持続可能な交通手段である」としている。

## 世界自転車デーの創設
アメリカで社会学を講ずるレゼック・シビルスキ（Leszek Sibilski）教授は、草の根運動を主導し、世界自転車デーの国連決議を推進し、トルクメニスタンほか56カ国の支持を得た。最終的に決議は加盟全193カ国の賛成により採択された。国連ブルーと白の最初の #June3WorldBicycleDay ロゴはアイザック・フェルド（Isaac Feld）がデザインし、付随するアニメーションはジョン・E・スワンソン（John E. Swanson）教授が制作した。世界中を走るさまざまなタイプの自転車が描かれている。ロゴの下部には、ハッシュタグ #June3WorldBicycleDay がある。自転車がすべての人の手の届くところにあり、すべての人に役立つことを主要なメッセージとして示す。現在の #WorldBicycleDay ロゴは、再びアイザック・フェルドがデザインし、付随するアニメーションはジョン・E・スワンソン教授が作成した。

## 世界自転車デーの意義
世界自転車デーは、属性に関係なくすべての人のためにある。人間の進歩と前進の象徴としての自転車は「寛容、相互理解、尊重を促進し、社会的包摂と平和の文化を促進する」。さらに、自転車は「持続可能な交通の象徴であり、持続可能な消費と生産を促進するための前向きなメッセージを伝え、気候によい影響を与える」とする。 
世界自転車デーは現在、1型糖尿病および2型糖尿病の人々に対する健康的なライフスタイルの啓発に関わっている。